# لارنس آیدو
لارنس آیدو (انگلیسی: Lawrence Aidoo؛ زادهٔ ۱۴ ژانویهٔ ۱۹۸۲) بازیکن فوتبال اهل غنا بود.
از باشگاه‌هایی که در آن بازی کرده است می‌توان به باشگاه فوتبال انرژی کوتبوس، باشگاه فوتبال اف‌اس‌وی فرانکفورت، باشگاه فوتبال بروسیا مونشن‌گلادباخ، و باشگاه فوتبال نورنبرگ اشاره کرد.
وی همچنین در تیم ملی فوتبال غنا بازی کرده است.